# Пасифаја
Пасифаја (грч. Πασιφάη) (лат. Pasiphae) у грчкој митологији је била Персеидина и Хелијева кћерка, жена краља Миноса.
Пасифајино име на грчком језику значи „она која све обасјава“.

## Митологија
Пасифаја је са краљем Миносом имала четири сина - Деукалиона, Глаука, Андрогеја, Катреја - и две кћерке - Ариадну и Федру, а онда се заљубила у светог белог бика и родила чудовиште, полубика - звезданог Астериона - Минотаура.
Минос је, пре него што је постао краљ, затражио од бога Посејдона неки знак да ће он, а не његов брат, доћи на престо Крита. Посејдон је услишио молбе Миноса и као знак послао белог бика, под условом да га Минос жртвује њему у част. Предиван бели бик је изашао из мора, а Минос је, када га је угледао тако прекрасног, одлучио да превари Посејдона и жртвовао је другог бика. Посејдон се, увидевши превару, разбеснио и одлучио је да казни Миноса тако што је учинио да се Пасфија, Миносова жена, лудо заљуби у бика.
Пасифаја је, у жељи да се некако приближи бику, отишла до Дедала да јој помогне и смисли начин како да она утоли своју страст. Дедал је смислио како ка помогне Пасифаји. Направио је дрвену краву у коју се увукла и сакрила Пасифаја, па је бик тако оплодио, а Пасифаја је зачела и касније родила чудовиште - полубика и получовека - Минотаура.
Минотаура је, док је био дете, одгајала Пасифаја, али како је он растао, тако је постајао све бешњи и бешњи, тако да је Дедал, по савету Делфијске пророчице саградио лавиринт у којем би се држао Минотаур. Лавиринт је саграђен испод Миносове палате на Кнососу.
Пасифаја је, попут своје нећакиње Медеје познавала магична својства биљака, а тако су је приказивали и стари Грци. Аполодор у Библиотеци наводи да је Пасифаја бацила чини верности на Миноса, тако да је он, у својим ванбрачним сусретима са конкубинама, ејакулирао змије и скорпије и тако је убијао своје љубавнице, а једино је Прокрида, јер је поседовала магичну биљку која ју је штитила од Пасифајине чаролије, успевала да дуго остане у вези са Миносом.
У Талами, у континталном делу Грчке Пасифаја је поштована као богиња - пророчица, а Паусаније, који изједначава Пасифају са богињом Месеца Селеном, описује бронзане скулптура Пасифаје и Хелија. Цицерон је, у „De natora Deorum“, записао да су спартански ефори, да би им се у сну приказала пророчанства која би им помогла при владању, спавали поред Пасифајиног храма.